# Тексел (графіка)

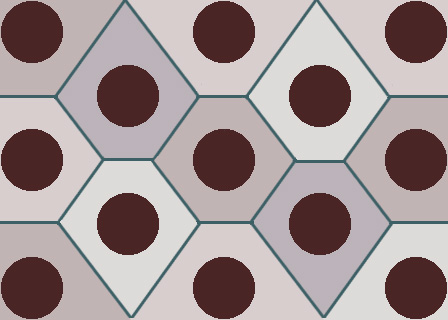
Многокутники Вороного для групи текселів

Тексел (англ. texel, скорочення від англ. Texture element) — є фундаментальною одиницею текстурного простору, використовується у комп'ютерній графіці. Текстури представлені масивами текселів, так само, як фотографії представлені масивами пікселів.
Текселі також можна описати областями зображень, які отримуються за допомогою простої процедури, як thresholding (сегментація зображення). Тесселяція Вороного може бути використана для визначення їх просторових відношень. Це означає, що поділ проводиться на половині відстані між центроїдом кожного текселя і центроїдами кожного суміжного текселя у всій текстурі. В результаті, кожний центроїд текселя матиме багатокутник Вороного навколо себе. Ця багатокутна область складається з усіх точок, які знаходяться ближче до своїх тексельних центроїдів, ніж до центроїдів інших.

## Рендеринг текселів

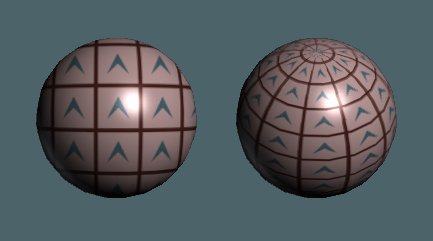
Дві різні функції проектування

Коли відбувається накладання текстури на 3D поверхню (процес що також називають англ. texture mapping), рендер розташовує текселі у відповідних пікселях у вихідній фотографії. На комп'ютерах ця операція виконується графічним процесором.
Процес текстурування розпочинається з місцеположення у просторі. Розташування може бути і у світовому просторі, але, зазвичай, воно задається у модельному просторі, тож текстура переміщується разом з моделлю. Функція проектування застосовується до координат, щоб спроектувати трьох-елементний вектор у двоелементний зі значеннями від нуля до одиниці (UV mapping). Ці значення множаться на розширення текстури, щоб отримати розташування текселя. Коли тексел не вимагає цілочисельного положення, тоді застосовується фільтрація текстур.